# Булатовка (приток Летки)
Булатовка — река в России, протекает в Юрьянском районе Кировской области и Прилузском районе Республики Коми. Устье реки находится в 62 км по правому берегу реки Летка. Длина реки составляет 18 км.
Исток реки в лесах у нежилой деревни Анисовы в 7 км к северо-востоку от села Берёзово (Ивановское сельское поселение, Юрьянский район) и в 23 км к северо-востоку от посёлка Юрья. Рядом с истоком Булатовки находится исток реки Берёзовка, здесь проходит водораздел Летки и Великой. Река течёт на север, затем поворачивает на северо-восток. Всё течение проходит по ненаселённому лесу, верхнее течение лежит в Кировской области, нижнее в Коми. Впадает в Летку в урочище Булатовка на границе с Кировской областью в 8 км к юго-востоку от села Прокопьевка.

## Данные водного реестра
По данным государственного водного реестра России относится к Камскому бассейновому округу, водохозяйственный участок реки — Вятка от истока до города Киров, без реки Чепца, речной подбассейн реки — Вятка. Речной бассейн реки — Кама.
По данным геоинформационной системы водохозяйственного районирования территории РФ, подготовленной Федеральным агентством водных ресурсов:
- Код водного объекта в государственном водном реестре — 10010300212111100031839
- Код по гидрологической изученности (ГИ) — 111103183
- Код бассейна — 10.01.03.002
- Номер тома по ГИ — 11
- Выпуск по ГИ — 1